# Catantops aberrans
Catantops aberrans är en insektsart som beskrevs av Heinrich Hugo Karny 1907. Catantops aberrans ingår i släktet Catantops och familjen gräshoppor. Inga underarter finns listade i Catalogue of Life.